# Де Лука, Джованни Баттиста
Джованни Баттиста Де Лука (итал. Giovanni Battista De Luca; 1614, Веноза, Неаполитанское королевство — 5 февраля 1683, Рим, Папская область) — итальянский куриальный кардинал. Секретарь мемориальных дат с 21 сентября 1676 по 1 сентября 1681. Кардинал-священник с 1 сентября 1681, с титулом церкви Сан-Джироламо-дельи-Скьявони с 22 сентября 1681 по 8 сентября 1682.